# Merit Network

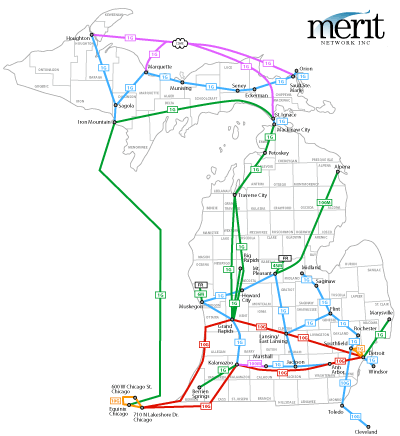
Rede do Merit Network (2009)

Merit Network é uma organização sem fins lucrativos pública norte-americana para operar a rede de computadores entre três universidades públicas do estado de Michigan, com o intuito de ajudar no desenvolvimento econômico e educacional do estado. Foi formada em 1966 como Michigan Educational Research Information Triad pelas universidades Michigan State University, Universidade de Michigan e Wayne State University. A sede encontra-se na cidade de Ann Arbor. É a mais antiga rede de computadores regional dos Estados Unidos.
Com suporte inicial do estado de Michigan e da Fundação Nacional da Ciência (National Science Foundation, NSF), a rede de troca de pacotes foi demonstrada pela primeira vez em dezembro de 1971, quando uma conexão interativa hospedeiro-hospedeiro foi feita entre sistemas de computadores mainframe da IBM na Universidade de Michigan em Ann Arbor e na Universidade do Estado de Wayne, em Detroit. Em outubro de 1972, conexões ao mainframe CDC na Universidade de Michigan em East Lansing completaram a tríade.
Ao longo dos anos seguintes, além de conexões interativas hospedeiro-hospedeiro, a rede foi aprimorada para dar suporte terminal a conexões de hospedeiros, as conexões de lote hospedeiro-hospedeiro (envio de trabalhos remotos, impressão remota, transferência de arquivos em lote), transferência de arquivos interativos, gateways para redes públicas de dados Tymnet e Telenet, anexos host X.25, gateways para redes de dados X.25, hospedeiros Ethernet em anexo e, eventualmente, TCP/IP e universidades públicas adicionais em Michigan aderiram à rede. Tudo isso definiu o estado do papel do Merit no projeto National Science Foundation Network (NSFN), iniciado em meados dos anos 1980.